# Institut pro sociální a ekonomické analýzy
Institut pro sociální a ekonomické analýzy (ISEA) je sdružení odborníků (též Think tank) založené v roce 2002. Výzkumnými projekty, publikacemi a konferencemi pokrývá řadu klíčových sociálně-ekonomických oblastí: vzdělávání, konkurenceschopnost, veřejné finance, penzijní systém, mzdová a příjmová diferenciace, daňové stránky rozvoje výzkumu a vývoje, fungování politického systému, problém korupce.
Hlavním cílem institutu ISEA je kultivace veřejné debaty k probíhajícím reformám. Mottem institutu je „Diagnóza a dialog“. Kritériem úspěšnosti projektů je dosažení konsenzu mezi odborníky a politiky v otázkách spojených s uskutečňováním reforem.

## Finanční podpora a spolupráce
Institut ISEA je finančně podporován a spolupracuje s Nadací Open Society Fund Praha, Nadací VIA, nadací Konrad Adenauer Stiftung, asociací Global Development Network, Grantovou agenturou ČR, zahraničními vysokými školami State University of New York at Buffalo a University of Minnesota a grafikem Petrem Honzátkem. V minulosti pak se společností Škoda Auto.

## Členové a experti
Členové institutu ISEA jsou Tomáš Jelínek (v roce 2008 předseda), Simona Weidnerová (v roce 2008 výkonná ředitelka), Ondřej Schneider, Jiří Večerník, Jana Straková, Radim Valenčík, Petr Matějů a Michael L. Smith. Institut dále spolupracuje s Danielem Münichem, Oldřichen Botlíkem a Ondřejem Hausenblasem. Mezi příležitostné zahraniční spolupracovníky patří Watson Scott Swail (Educational Policy Institute), T. Scott Murray (Education Outcomes UNESCO Institute for Statistics), Hans Vossensteyn (Universiteit Twente), Nicholas Barr (London School of Economics and Political Science), Bruce Johnstone (State University of New York at Buffalo), Robert M. Hauser (University of Wisconsin-Madison), a Josef A. Mestenhauser (University of Minnesota).

## Výzkumné projekty

### v roce 2009
- Studentské brigády 2009
- Změny v pracovních smlouvách profesorů, docentů, odborných asistentů, lektorů a vědeckých výzkumných a vývojových pracovníků
- Pracovněprávní minimum pro české mozky
- Financování vysokého školství z hlediska ekonomické teorie
- Sladění studijního rodinného a pracovního života českých vysokoškoláků
- Studie a zpráva Public/private funding of higher education: A social balance (Soukromé a veřejné financování vyššího vzdělávání: Sociální rovnováha)
- Odstranění nerovností v přístupu k VŠ vzdělávání

## Vybrané publikace
- Matějů, Petr, Ondřej Schneider a Jiří Večerník (eds.). Proč tak těžko? Praha: Institut pro ekonomické a sociální analýzy, 2003. ISBN 80-903316-0-2
- Matějů, Petr a Jana Straková (eds.). Vyšší vzdělání jen pro elitu? Rozsah a zdroje nerovností v přístupu k vyššímu vzdělání v České republice. Praha: Institut pro ekonomické a sociální analýzy, 2003. ISBN 80-903316-1-0
- Matějů, Petr a Jana Straková (eds.). Na cestě ke znalostní společnosti. Kde jsme--? Kritická analýza současné situace. Vol. 1. Praha: Institut pro ekonomické a sociální analýzy, 2005. ISBN 80-903316-2-9
- Smith, Michael L. Občané v politice: studie k participativní a přímé demokracii ve střední Evropě. Praha: Institut pro sociální a ekonomické studie, 2009. ISBN 978-80-903316-5-5
- Smith, Michael L. Přímá demokracie v praxi: Politika místních referend v České republice. Praha: Institut pro sociální a ekonomické studie, 2007. ISBN 978-80-7330-117-0
- Smith, Michael L (ed.). Vnímání a realita korupce: Nové výzkumy, metody a postupy. Praha: Institut pro sociální a ekonomické studie, 2009. ISBN 978-80-903316-4-8